# Aeroporto di Abha
L'Aeroporto di Abha (in arabo مطار أبها الإقليمي‎?) (IATA: AHB, ICAO: OEAB) è un aeroporto definito come nazionale dalle autorità dell'aviazione civile saudite. Situato nella provincia di 'Asir, 30 km a Nord-Est della città di Abha, in Arabia Saudita, la struttura serve il flusso interno verso Abha, importante meta turistica a circa 40 km dalle coste del Mar Rosso.
L'aeroporto di Abha è dotato di una pista di asfalto lunga 3 350 m e larga 45 m, l'altitudine è di 2 090 m, l'orientamento della pista è RWY 13-31 ed è aperta al traffico commerciale 24 ore al giorno.